# Country Hell
Country Hell je dvanácté studiové album české hudební skupiny Krucipüsk, které vyšlo 1. listopadu 2019.

## Podrobnosti
Jde o první album nové sestavy kapely, k jejíž změně došlo roku 2017.
Jde v pořadí o třetí album kapely, na kterém byly použity dechové nástroje, konkrétně ve skladbách „Dej mi pusu“, „Zabil jsem robota“, „Labužník“ a „Country Hell“.

## Přijetí
Kritiky na album byly nejpozitivnější od alba Druide!. Pochvalu sklidilo zejména díky většímu důrazu na výrazné melodie v porovnání s několika předchozími studiovými počiny.

## Videoklipy
Pro účely alba byly natočeny videoklipy k písním „Country Hell“, „Mamánek“ a „Zabil jsem robota“. Zajímavostí je, že z celé diskografie kapely jde o desku, ke které bylo natočeno do té doby nejvíce klipů. Videoklip k písni „Mamánek“ byl pro kapelu první po mnoha letech, který zaznamenal výrazně vyšší počet zhlédnutí, čímž se píseň stala novodobým hitem Krucipüsku. Vystupují v něm mj. herci Leoš Noha a Ladislav Hampl.

## Seznam skladeb
| Pořadí         | Název             | Délka |
| -------------- | ----------------- | ----- |
| 1.             | Dej mi pusu       | 3:22  |
| 2.             | Mamánek           | 3:00  |
| 3.             | Zabil jsem robota | 3:13  |
| 4.             | Bílá pláž         | 4:46  |
| 5.             | Labužník          | 3:06  |
| 6.             | Šampion           | 3:10  |
| 7.             | Bídníci           | 4:22  |
| 8.             | Zas a zas         | 3:49  |
| 9.             | Inspirace         | 3:11  |
| 10.            | Jeho žena         | 3:10  |
| 11.            | Country Hell      | 3:59  |
| Celková délka: | Celková délka:    | 39:18 |

## Obsazení
Krucipüsk
- Tomáš Hajíček – zpěv
- Peter Boška – kytara
- Josef Křeček – baskytara
- Tomáš Hajíček ml. – bicí

Hosté
- Marek Ottl – trombon (1,3,5,11)
- Týna Tardíková – trombon (1,3,5,11)
- Zdeněk Lorenz – trumpeta (1,3,5,11)
- Petr Kužvart – trombon (1,3,5,11)
- Kristýna Hádková – barytonsaxofon (1,3,5,11)
- Kamil Jánský – tenorsaxofon (1,3,5,11)
- Zlata Chlupáčová – tenorsaxofon (1,3,5,11)
- Jan Brambůrek – doprovodný zpěv (9,10)

Produkce
- Jan Brambůrek – nahrávání a mix
- Ecson Waldes – mastering (Biotech Studio)
- Radek Drbohlav – fotografie
- Vojtěch „Woody“ Troják – ilustrace
- Milan Kudrnáč, Tomáš Hajíček – grafický design